# Tchang Ngombe
Tchang Ngombe – piłkarz z Demokratycznej Republiki Konga grający na pozycji napastnika. W swojej karierze rozegrał 1 mecz w reprezentacji Zairu.

## Kariera klubowa
W swojej piłkarskiej karierze Ngombe grał we francuskim klubie Troyes AC.

## Kariera reprezentacyjna
W reprezentacji Zairu Ngombe zadebiutował 14 stycznia 1992 roku w zremisowanym 1:1 meczu Pucharu Narodów Afryki 1992 z Marokiem, rozegranym w Dakarze. Był to zarazem jego jedyny mecz rozegrany w kadrze narodowej.